# Classements annexes du Championnat d'Europe féminin de basket-ball 2013
Cet article liste les top 5 et top 10 dans différents domaines statistiques du Championnat d'Europe de basket-ball féminin 2013.

## Statistiques individuelles
La joueuse espagnole Sancho Lyttle est leader de trois rubriques : points, rebonds et interceptions (et quatrième aux contres). Elle a réalisé sept double-double en neuf matchs et sa moyenne est aussi un double-double (18,4 points et 11,1 rebonds).

### Points marqués
|    | Nom de la joueuse  | Pays            | Pts/Match | Points | Matchs |
| -- | ------------------ | --------------- | --------- | ------ | ------ |
| 1  | Sancho Lyttle      | Espagne         | 18,4      | 166    | 9      |
| 2  | Jelena Dubljević   | Monténégro      | 17,7      | 106    | 6      |
| 3  | Johannah Leedham   | Grande-Bretagne | 16,8      | 101    | 6      |
| 4  | Alba Torrens       | Espagne         | 16,2      | 146    | 6      |
| 5  | Frida Eldebrink    | Suède           | 15,7      | 141    | 9      |
| 6  | Giorgia Sottana    | Italie          | 14,3      | 129    | 9      |
| 7  | Jelena Milovanovic | Serbie          | 13,7      | 123    | 9      |
| 8  | Ana Lelas          | Croatie         | 12,8      | 77     | 6      |
| 9  | Sandrine Gruda     | France          | 12,0      | 108    | 9      |
| 10 | Iva Perovanovic    | Monténégro      | 11,8      | 71     | 6      |

### Passes décisives
|    | Nom de la joueuse  | Pays               | Passes/Match | Passes | Matchs |
| -- | ------------------ | ------------------ | ------------ | ------ | ------ |
| 1  | Johannah Leedham   | Grande-Bretagne    | 4,5          | 27     | 6      |
| 2  | Birsel Vardarli    | Turquie            | 4,2          | 38     | 9      |
| 3  | Elin Eldebrink     | Suède              | 4,1          | 37     | 9      |
| 4  | Jelena Škerović    | Monténégro         | 3,5          | 21     | 6      |
| 5  | Veronika Bortelová | République tchèque | 3,4          | 31     | 9      |
| 6  | Işıl Alben         | Turquie            | 3,4          | 31     | 9      |
| 7  | Laia Palau         | Espagne            | 3,4          | 31     | 9      |
| 8  | Edwige Lawson-Wade | France             | 3,3          | 30     | 9      |
| 9  | Jelena Dubljević   | Monténégro         | 3,3          | 20     | 6      |
| 10 | Tamara Radočaj     | Serbie             | 3,2          | 29     | 9      |

### Rebonds totaux
|    | Nom de la joueuse      | Pays               | Rebonds/match | Off. | Déf. | Total | Matchs |
| -- | ---------------------- | ------------------ | ------------- | ---- | ---- | ----- | ------ |
| 1  | Sancho Lyttle          | Espagne            | 11,1          | 22   | 78   | 100   | 9      |
| 2  | Alena Lewtchanka       | Biélorussie        | 8,9           | 25   | 55   | 80    | 9      |
| 3  | Quanitra Hollingsworth | Turquie            | 7,6           | 17   | 51   | 68    | 9      |
| 4  | Kathrin Ress           | Italie             | 7,6           | 32   | 36   | 68    | 9      |
| 5  | Jelena Dubljevic       | Monténégro         | 7,5           | 17   | 28   | 45    | 6      |
| 6  | Johannah Leedham       | Grande-Bretagne    | 7,3           | 13   | 31   | 44    | 6      |
| 7  | Ana Lelas              | Croatie            | 7,3           | 7    | 37   | 44    | 6      |
| 8  | Anastasiya Verameyenka | Biélorussie        | 7,1           | 10   | 54   | 64    | 9      |
| 9  | Iva Perovanovic        | Monténégro         | 7,0           | 22   | 20   | 42    | 6      |
| 10 | Petra Kulichová        | République tchèque | 6,7           | 15   | 45   | 60    | 9      |

### Contres
|   | Nom de la joueuse      | Pays               | Contres / match | Contres | Matchs |
| - | ---------------------- | ------------------ | --------------- | ------- | ------ |
| 1 | Anastasiya Verameyenka | Biélorussie        | 2,2             | 20      | 9      |
| 2 | Petra Kulichová        | République tchèque | 2,0             | 18      | 9      |
| 3 | Kathrin Ress           | Italie             | 1,4             | 13      | 9      |
| 4 | Sancho Lyttle          | Espagne            | 1,3             | 12      | 9      |
| 5 | Anna Jurcenkova        | Slovaquie          | 1,0             | 6       | 6      |
| 6 | Romana Vynuchalova     | Slovaquie          | 0,8             | 5       | 6      |
| - | Klaudia Lukacovicová   | Slovaquie          | 0,8             | 5       | 6      |
| - | Ilona Burgrová         | République tchèque | 0,8             | 7       | 9      |
| 9 | Katsiaryna Snytsina    | Biélorussie        | 0,7             | 6       | 9      |
| - | Azania Stewart         | Grande-Bretagne    | 0,7             | 4       | 6      |

### Interceptions
|   | Nom de la joueuse | Pays       | Interceptions / match | Interceptions | Matchs |
| - | ----------------- | ---------- | --------------------- | ------------- | ------ |
| 1 | Sancho Lyttle     | Espagne    | 2,9                   | 26            | 9      |
| 2 | Işıl Alben        | Turquie    | 1,9                   | 17            | 9      |
| 3 | Lucia Kupcikova   | Slovaquie  | 1,8                   | 11            | 6      |
| - | Dominika Baburova | Slovaquie  | 1,8                   | 11            | 6      |
| - | Anna DeForge      | Monténégro | 1,8                   | 9             | 5      |

## Statistiques par équipes

### Les cinq meilleures attaques
|   | Équipe  | Pts/Match | Points | Matchs |
| - | ------- | --------- | ------ | ------ |
| 1 | Espagne | 73,4      | 661    | 9      |
| 2 | France  | 70,0      | 630    | 9      |
| 3 | Croatie | 68,8      | 413    | 6      |
| 4 | Serbie  | 65,9      | 593    | 9      |
| 5 | Turquie | 65,8      | 592    | 9      |

### Les cinq meilleures défenses
|   | Équipe             | Pts/Match | Points | Matchs |
| - | ------------------ | --------- | ------ | ------ |
| 1 | Biélorussie        | 53,3      | 480    | 9      |
| 2 | Turquie            | 53,8      | 484    | 9      |
| 3 | France             | 54,3      | 489    | 9      |
| 4 | Espagne            | 57,6      | 518    | 9      |
| 5 | République tchèque | 64,4      | 580    | 9      |